# Roggersing

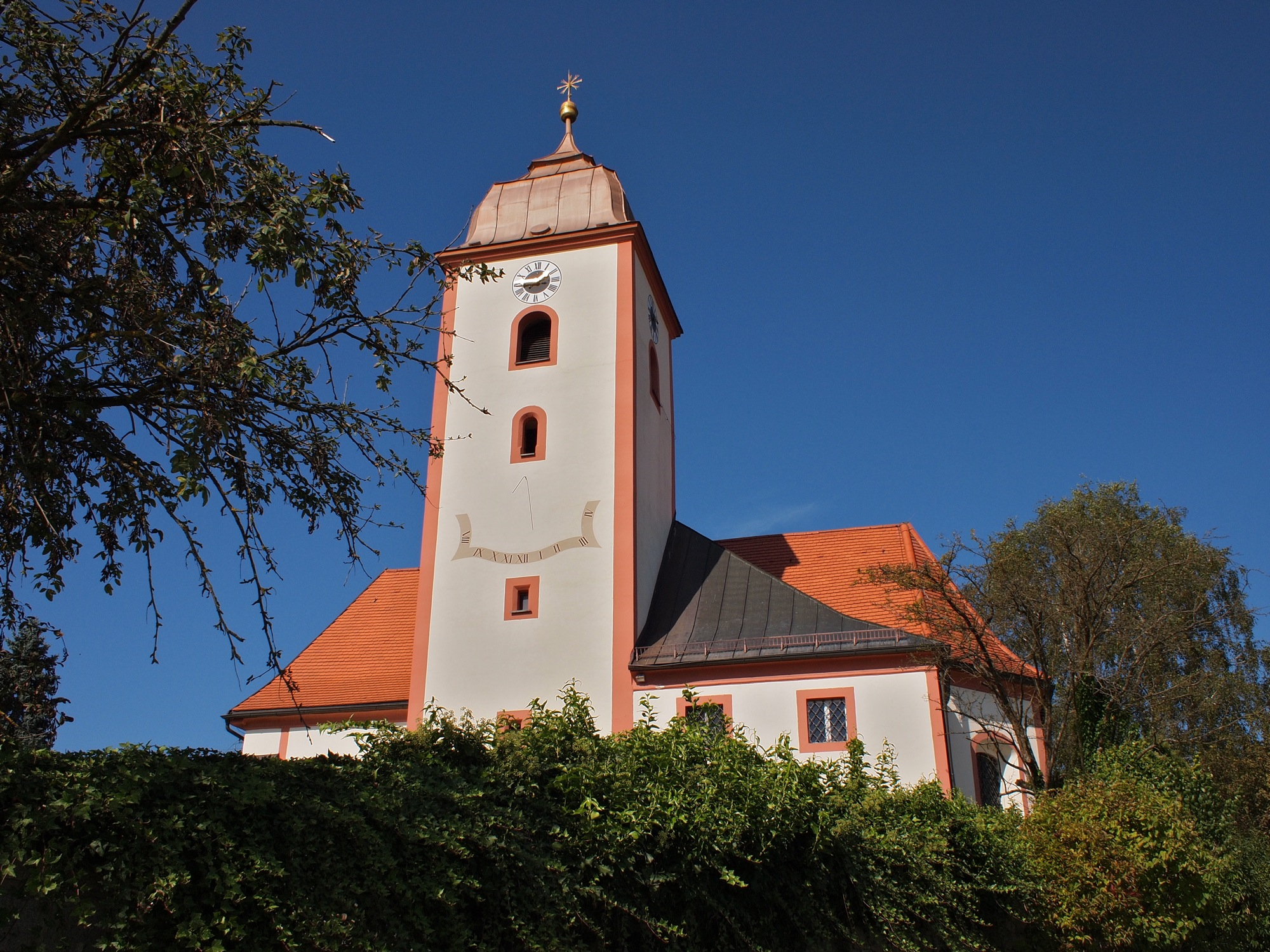
Die Filialkirche St. Johannes und St. Paulus

Roggersing ist ein Gemeindeteil der Gemeinde Grattersdorf im niederbayerischen Landkreis Deggendorf.

## Lage
Das Kirchdorf Roggersing liegt etwa 1,5 Kilometer südwestlich von Grattersdorf.

## Geschichte
903 erstmals urkundlich erwähnt, gehörte Roggersing 1507 zur Obmannschaft der Kastenleute, 1538 zur Obmannschaft Bradlberg und 1752 mit acht Anwesen zur Obmannschaft Waldteil. Nach Roggersing fanden lange Zeit Wallfahrten statt, da man dem Wasser eines Brunnens in der Nähe der Kirche besondere Heilkraft zuschrieb.
Bei der Gemeindebildung 1818 kam Roggersing zur Gemeinde Winsing. Der Pfarrer und Heimatforscher Joseph Klämpfl bezeichnete 1855 Roggersing als „ein Dorf mit 12 Häusern und einer Kirche auf einer sonnigen Anhöhe“. Er berichtete auch von einem Leonhardiritt, der alljährlich veranstaltet wurde.
Im Rahmen der Gebietsreform kam Roggersing mit der Gemeinde Winsing am 1. Januar 1971 zur jetzigen Gemeinde Grattersdorf. Kirchlich gehört Roggersing zur Pfarrei Grattersdorf.

## Sehenswürdigkeiten
- Filialkirche St. Johannes und St. Paulus. Das spätgotische Bauwerk mit gewölbtem Chor dürfte aus der Zeit um 1450 stammen. Die Ausstattung ist barock.
- Wallfahrtskapelle „Rastbuche“. Sie steht mitten im Wald zwischen Grattersdorf und Kerschbaum.

## Bodendenkmäler
Siehe: Liste der Bodendenkmäler in Grattersdorf

## Vereine
- Edelweiß-Schützen Roggersing
- Freiwillige Feuerwehr Roggersing. Sie ging 1928 aus der Freiwilligen Feuerwehr Winsing hervor.
- KSV Roggersing

## Persönlichkeiten
- Der Bildhauer Joseph Kirchmayer (1772–1845) stammt aus Roggersing.